# Wilhelm Kohl (Historiker)
Wilhelm Kohl (* 9. Dezember 1913 in Magdeburg; † 2. Oktober 2014 in Münster) war ein deutscher Historiker und Archivar.

## Leben
Wilhelm Kohl wurde als Sohn eines Richters am Landgericht Magdeburg geboren. Er besuchte die Otto-Guericke-Oberrealschule seiner Heimatstadt, an der er 1933 das Abitur erwarb. Er studierte Romanistik, Anglistik, Germanistik und Geschichte an der Universität Halle und an der Universität Göttingen.
Nach acht Semestern legte er 1937 das Staatsexamen ab und wurde im selben Jahr in Göttingen mit der Arbeit Die Verwaltung der östlichen Departements des Königreichs Westphalen 1807–1814 promoviert. Anschließend war er am Institut für Archivwissenschaft und geschichtswissenschaftliche Fortbildung in Berlin-Dahlem, wo er als Teilnehmer des 6. Lehrgangs das Examen ablegte; er ging 1939 an das Staatsarchiv Münster. 1940 wurde er zur Wehrmacht eingezogen, 1941 zwischenzeitlich nach Münster abgeordnet, um die Auslagerung der Archivalien des Staatsarchivs in Bergwerke und andere vom Bombenkrieg voraussichtlich nicht betroffene Orte zu organisieren. 1942 heiratete er Anna-Luise Preußker (1922–2019). Als Soldat an der Ostfront geriet er 1944 in sowjetische Kriegsgefangenschaft. 1949 wurde er entlassen und nahm seine Arbeit am Staatsarchiv Münster wieder auf. Zudem war er seit 1957 Mitarbeiter des Max-Planck-Instituts für Geschichte in Göttingen. Seit 1966 war er Lehrbeauftragter an der Pädagogischen Hochschule Westfalen-Lippe, von der er 1969 zum Honorarprofessor ernannt wurde. Nach ihrer Eingliederung in die Westfälische Wilhelms-Universität setzte er dort seinen Lehrauftrag für Westfälische Landesgeschichte bis zum Ende des Wintersemesters 1982/83 fort.
1970 wurde er Leiter des Staatsarchivs Münster; 1978 trat er in den Ruhestand. Von 1978 bis 2004 leitete er das Universitätsarchiv der Westfälischen Wilhelms-Universität Münster.
Von 1970 bis 1986 war Kohl Erster Vorsitzender der Historischen Kommission für Westfalen, der er seit 1955 als ordentliches Mitglied angehörte; 1989 wurde er zum Ehrenmitglied (mit der persönlichen Bezeichnung Ehrenvorsitzender) gewählt. Kohl war weiterhin Mitglied der Preußischen Historischen Kommission (seit 1975) und der Historischen Kommission für Niedersachsen und Bremen (seit 1976) sowie Korrespondierendes Mitglied der Akademie der Wissenschaften zu Göttingen (seit 1988).
Der Arbeitsschwerpunkt Kohls war die Geschichte Westfalens, insbesondere die Kirchengeschichte des Bistums Münster. Überregional bekannt ist er als Verfasser zahlreicher Publikationen zum westfälischen Raum der Germania Sacra und als Herausgeber wichtiger Standardwerke zur westfälischen Geschichte.
Wilhelm Kohl war evangelisch. Er starb im Alter von 100 Jahren.

## Ehrungen
- 1983: Verdienstkreuz 1. Klasse der Bundesrepublik Deutschland
- 1990: Träger des Verdienstordens des Landes Nordrhein-Westfalen[8]
- 1996: Träger des Komtur-Kreuzes des Königlich Schwedischen Nordstern-Ordens
- 2009: Träger der Paulus-Plakette[9]

## Schriften (Auswahl)
Die Bibliographie der Schriften Wilhelm Kohls umfasst weit über 300 Bücher, Aufsätze und Handbuchartikel.

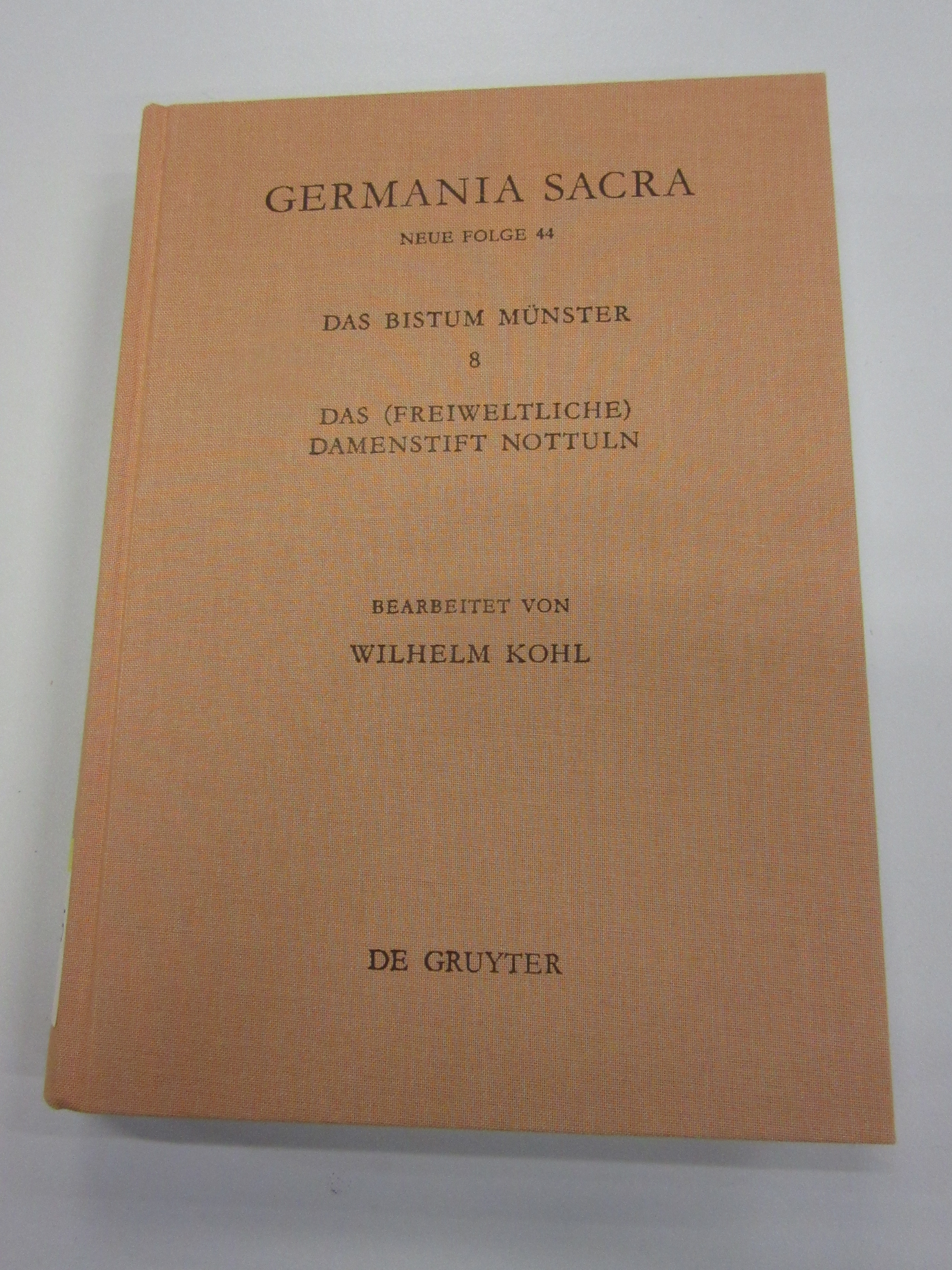
Germania Sacra, Band 44 der neuen Folge

- Christoph Bernhard von Galen. Politische Geschichte des Fürstbistums Münster 1650–1678. Regensberg, Münster 1964 (Digitalisat).
- Die Weiheregister des Bistums Münster 1593–1674. (Veröffentlichungen der Historischen Kommission für Westfalen III: Die Geschichtsquellen des Bistums Münster, Band 9), Münster 1991, XXX und 359 S.
- Die Weiheregister des Bistums Münster 1699–1731. (Veröffentlichungen der Historischen Kommission für Westfalen III: Die Geschichtsquellen des Bistums Münster, Band 10), Münster 1999, XXIV und 296 S.
- Die Schwesternhäuser nach der Augustinerregel. (Die Bistümer der Kirchenprovinz Köln. Das Bistum Münster 1, Germania Sacra NF 3), Berlin / New York 1968 (Digitalisat).
- Die Klöster der Augustiner-Chorherren. (Die Bistümer der Kirchenprovinz Köln. Das Bistum Münster 2, Germania Sacra NF 5), Berlin / New York 1971 (Digitalisat).
- Das (freiweltliche) Damenstift Freckenhorst. (Die Bistümer der Kirchenprovinz Köln. Das Bistum Münster 3, Germania sacra NF 10), Berlin 1975 (Digitalisat).
- Das Domstift St. Paulus zu Münster. 3 Bände. (Die Bistümer der Kirchenprovinz Köln. Das Bistum Münster 4, Germania Sacra NF 17, 1–3), Berlin 1982–1989.
- Das Bistum Münster. Die Diözese. 4 Bände. (Die Bistümer der Kirchenprovinz Köln. Das Bistum Münster 7, Germania Sacra NF 37, 1–4), Berlin 1999–2004.
- Das (freiweltliche) Damenstift Nottuln. (Die Bistümer der Kirchenprovinz Köln. Das Bistum Münster 8, Germania Sacra NF 44), Berlin 2005 (Digitalisat).
- Das Kollegiatstift St. Mauritz vor Münster. (Die Bistümer der Kirchenprovinz Köln. Das Bistum Münster 9, Germania Sacra NF 47), Berlin / New York 2006 (Digitalisat).
- Das Zisterzienserinnen-, später Benediktinerinnenkloster St. Aegidii zu Münster. (Die Bistümer der Kirchenprovinz Köln. Das Bistum Münster 10, Germania Sacra, Dritte Folge 1), Berlin / New York 2009 (Digitalisat).
- Die Zisterzienserabtei Marienfeld. (Die Bistümer der Kirchenprovinz Köln. Das Bistum Münster 11, Germania Sacra, Dritte Folge 2), Berlin / New York 2010 (Digitalisat).
- Kohl verfasste zahlreiche Artikel im Biographisch-Bibliographischen Kirchenlexikon (BBKL).